# Templo de Preah Vihear

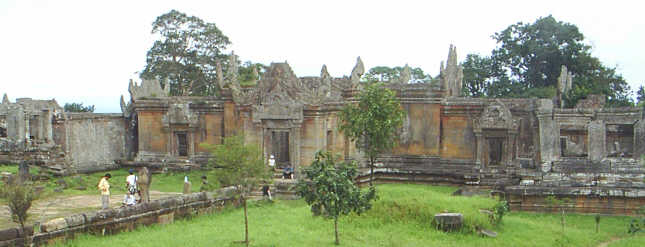
Imagen del Templo Preah Vihear.

El templo de Preah Vihear (en camboyano: ប្រាសាទព្រះវិហារ, romanizado: Prasat Preah Vihear) es un templo hindú del siglo XI que está situado en la frontera entre Tailandia y Camboya. Ha sido objeto de una de las sentencias más importantes de la Corte Internacional de Justicia. 
El tribunal, que decidió por 9 votos contra 3 que el templo pertenecía a Camboya, sentó un precedente importante referido a los actos unilaterales de los Estados, en lo que configura un claro ejemplo de la figura jurídica inglesa estoppel by representation. Cuando Tailandia —entonces Siam— manifestó a Francia que había recibido las cartas geofísicas, creó en Camboya el sentimiento de reconocimiento del templo de Preah Vihear como de su soberanía, pues así quedaba determinado en las cartas francesas.
El 7 de julio de 2008 fue declarado Patrimonio de la Humanidad por la Unesco, coincidiendo la xxxii reunión anual del Comité de Patrimonio Mundial en la ciudad de Quebec. Este hecho provocó la dimisión del ministro de Asuntos Exteriores tailandés, Noppadon Pattama, tras conocerse que firmó una petición de las autoridades camboyanas a la Unesco para declarar el templo Patrimonio de la Humanidad.
En la actualidad, el territorio en el que está ubicado el templo sigue siendo objeto de un conflicto de soberanía entre ambos países, hasta el punto de que en julio de 2008, Camboya y Tailandia desplegaron cientos de soldados a ambos lados del paso fronterizo más próximo al templo. El 15 de octubre de 2008 se produjo un enfrentamiento militar entre esos ejércitos. En abril de 2009 se reprodujeron las escaramuzas fronterizas, falleciendo un soldado tailandés. En febrero de 2011, continúa el intercambio de disparos y se recrudece el conflicto en  zona fronteriza en disputa en torno al templo de Preah Vihear.